# 19-та артилерійська бригада (Франція)
19-та артилерійська бригада (фр. 19e brigade d'artillerie) — складова Сухопутних військ Франції. Підпорядковується напряму Командуванню розвідки, основна задача — вогнева підтримка, контрбатарейна боротьба, протиповітряна оборона та розвідка безпілотними апаратами.

## Історія
Розгорнута 1993-го на базі 54-го зенітного полку, але підрозділи бригади мають довгу власну історію (Наполеон Бонапарт, наприклад, був лейтенантом 1-го артилерійського полку у 1785—1791).
На час розформування у 1998 році бригада входила до складу Сил швидкого реагування; її 1-й, 54-й та 403-й артилерійські полки передали до артилерійської бригади в Агено-Обергоффені (фр. Brigade d’artillerie d’Haguenau-Oberhoffen).
Після початку повномасштабного російського вторгнення 1-й полк передав українській армії 4 з 13 своїх установок LRU.
4-8 листопада 2024 року 61-й полк провів навчання «ARGONNE 2 URBEX», щоб відпрацювати розвідувальні дії із використанням БпЛА та новітніх систем зв'язку в умовах міських боїв.

## Склад
| Штаб 1-й АП 54-й ЗРП 61-й АП   |
| 1-й артилерійський полк Буронь |
| 54-й зенітний ракетний полк Єр |
| 61-й артилерійський полк Шомон |